# 索瓦河
50°3′12″N 19°14′47″E / 50.05333°N 19.24639°E

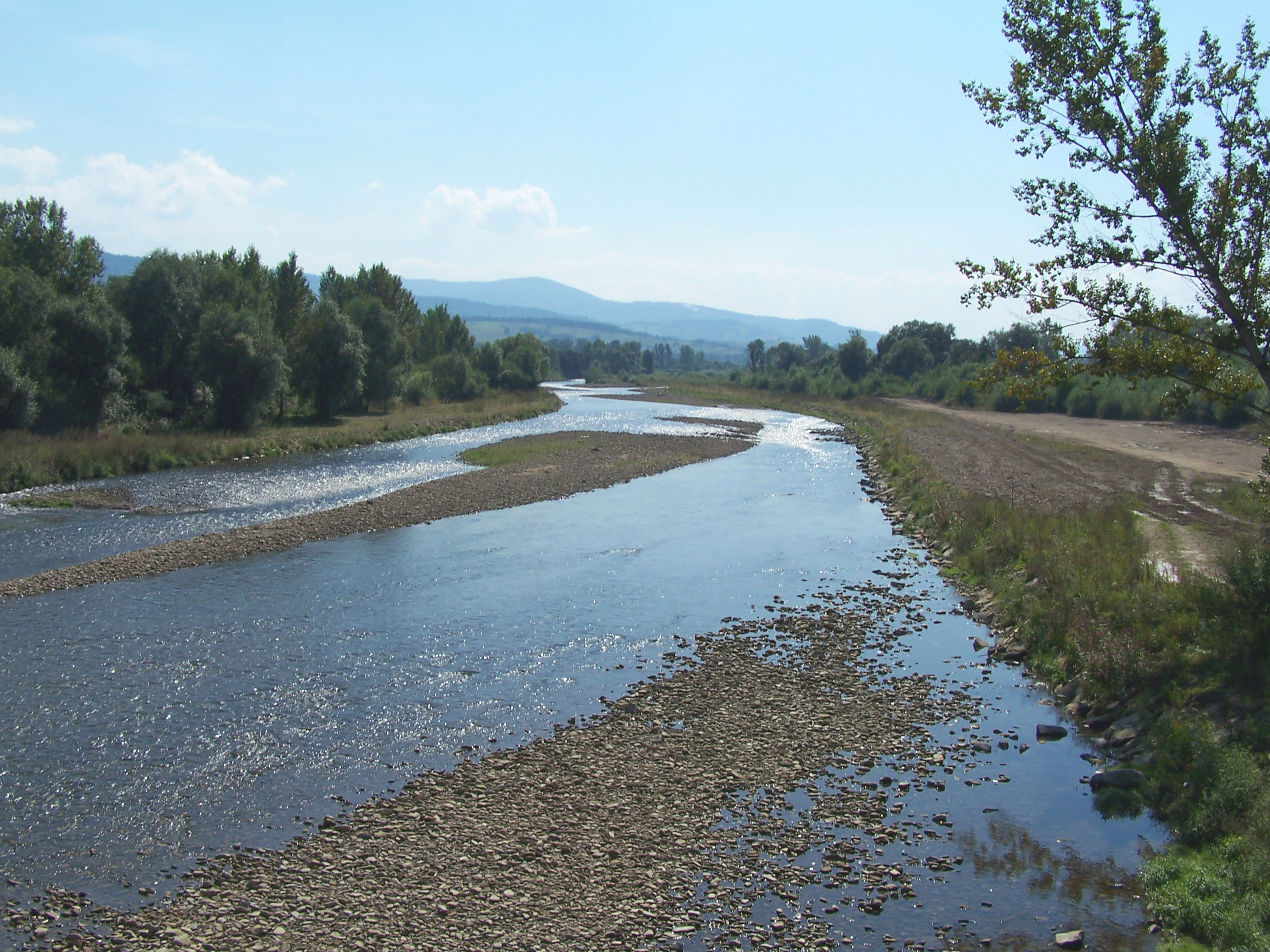

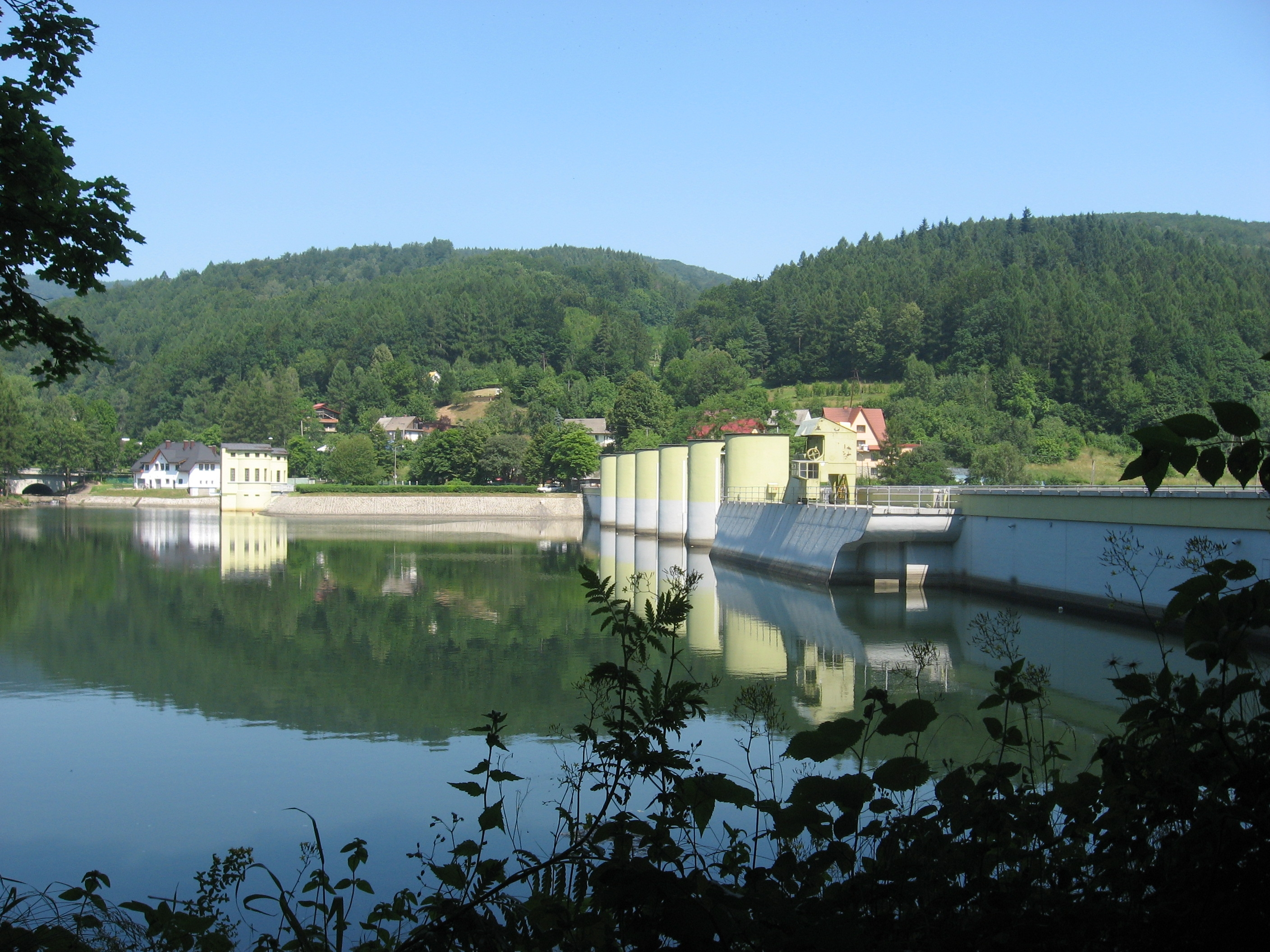

索瓦河（波蘭語：Soła）是波蘭的河流，位於該國中部，處於馬佐夫舍省，屬於維斯瓦河的右支流，河道全長89公里，流域面積1,375平方公里，發源自貝斯基德山西部。